# Cainguás megye
Cainguás egy megye Argentína északkeleti részén, Misiones tartományban. Székhelye Campo Grande.

## Népesség
A megye népessége a közelmúltban a következőképpen változott:
| Év   | Lakosság |
| ---- | -------- |
| 2001 | 47 168   |
| 2010 | 53 403   |